# Букет Молдавії
Буке́т Молда́вії — ароматизоване десертне вино із сортів винограду, культивованих в Дубасарському, Гинчештському, Кагульському, Леовському районах Молдови. Випускається дослідно-експериментальним радгоспом-заводом ім. Дзержинського Дубосарського району Молдови. Фахівцями радгоспу-заводу в 1967 розроблена технологія ординарного вина Букет Молдавії, а в 1980 році спільно з фахівцями Технологічно-конструкторського інституту НВО «Яловени» — технології виробництва білого і червоного марочних вин.
Колір білого вина «Букет Молдавії» від бурштинового до темно-бурштинового. Кондиції вина: спирт 16% об., цукор 16 г/100 см³, кислотність 6 г/дм³. Вино готують купажним способом. До складу купажу входить близько 80% (від об'єму купажу) оброблених виноматеріалів (Сильванер 25-30%, Аліготе 25-30, Рислінг 10-20, Ркацителі 20-30, Фетяска до 10%); спирт-ректифікат вищої очистки; цукровий сироп; колер цукровий (8-10 дал на 1000 дал купажної суміші) і настій інгредієнтів (4-4,5% — для ординарного і 4,5% — для марочного від обсягу купажу): трави полину гіркого 4,0%, полину лимонного 24,0, м'яти пулегонової 1,6, м'яти перцевої 4,0, материнки 2,0, звіробою 8,0, буркуну жовтого 2,4, чебрецю 6,8, монарди 3,0, деревію 6,0, меліси 2,0, котячої м'яти справжньої 2,0, цефалофори 2,0, запашного колоска 2,0, квіти ромашки 3,2, кореневища і коріння гравілату міського 2,0 і 4,0 оману, плоди фенхелю звичайного 2,0, ванілін 0,2, гвоздика 0,6, коріандр 16,8, кориця 0,6, кардамон 0,6, апельсинова або лимонна олія 0,2%. Купаж ординарного вина «Букет Молдавії» обробляють до розливостійкості і направляють на реалізацію, а купаж марочного вина закладають на витримку.
Колір червоного «Букет Молдавії» — від коричневого до червоного. Кондиції вина: спирт 16% об., цукор 16 г/100 см³, титруєма кислотність 5-6 г/дм³. У купаж для виробництва червоного вина «Букет Молдавії» використовують оброблені виноматеріали (Аліготе 20-30%, Рислінг 20-30, Ркацителі 15-30, Каберне-Совіньйон 25-30%); спирт-ректифікат вищої очистки; цукровий сироп; настій зеленого волоського горіха (2%), колер (20 дал на 1000 дал купажної суміші); настій інгредієнтів (9%): трави полину гіркого 4,0%, полину лимонної 24,0, м'яти пулегоновой 1,6, м'яти перцевої 4,0, материнки 2,0, звіробою 8,0, буркуну жовтого 2,4, чебрецю 6,0, майорану 0,4, монарди 3,0, деревію 6,0, меліси 2,0, котячої м'яти справжньої 2,0, запашні колоски 2, 0, квіти лаванди 0,4 і ромашки 3,2, кореневища і коріння гравілату міського 2,0, оману 4,0, дягелю 0,6, ірису 0,6, елеутерококу 0,7, плоди фенхелю звичайного 2,0, коріандр 16,9, кориця 0,6, гвоздика 0,6, кардамон 0,6, ванілін 0,2, апельсинова олія 0,2%. Купаж направляють на витримку.
Загальний термін витримки білого і червоного вина «Букет Молдавії» 1,5 роки з моменту складання купажу. Перший рік витримують у бутах, другий — в емальованих цистернах. На 2-му році витримки в біле вино Букет Молдавії додатково вводять 0,25% настою кореня родіоли рожевої (золотий корінь). На 1-му році витримки виробляють одну відкриту і одну закриту переливки, на 2-му — одну закриту. 
Біле вино ординарне Букет Молдавії удостоєне срібної та бронзової медалей.